# Catorce de la fama
En Chile se conoce como los catorce de la fama a miembros de la hueste de Juan Gómez de Almagro, alcalde de Santiago, que acudieron desde el fuerte de Purén al encuentro del gobernador Pedro de Valdivia enfrentado con los guerreros araucanos de Lautaro en la batalla de Tucapel, en la cual el conquistador español finalmente sería derrotado y muerto. La epopeya de estos catorce hombres, muchos de los cuales perecieron en el combate, ha pasado a la historia colonial con el título de «los catorce de la fama».

## Contexto
Lautaro, ex yanacona y paje personal de Pedro de Valdivia, que había aprendido el uso del caballo y diversas tácticas militares, huyó de los españoles o "Huincas" (como son llamados por los araucanos) cuando tenía aproximadamente 18 años.
Diversos clanes mapuches como los de Arauco y Tucapel se unieron entonces para expulsar a los invasores. Según Ercilla, Lautaro convence a Colocolo, uno de los principales loncos de reiniciar las hostilidades.
Lo primero que hizo Lautaro fue impedir la comunicación entre los fuertes de Purén y Tucapel para así liberar el sector norte de la cordillera de Nahuelbuta. Por sus espías, que eran yanaconas que fingían no entender español y así llevaban información a Lautaro, se enteró de que Pedro de Valdivia había ordenado a Juan Gómez de Almagro que marchara de Concepción con dirección hacia Purén y Tucapel donde debían encontrarse el 25 de diciembre.

## Ataque a Purén
Enterado del asalto al fuerte de Tucapel unos días antes y advirtiendo el peligro que se le venía encima, Alonso de Corona, capitán del fuerte de Purén, había pedido auxilio a La Imperial. Por mera casualidad, Juan Gómez de Almagro, llegó al lugar atraído por la fama de los lavaderos descubiertos en Concepción, dejando su encomienda y asume el mando. Al tercer día de llegar Gómez a Purén, el 14 de diciembre de 1553, enfrentó el ataque de un ejército de cerca de 5.000 mapuches divididos en cinco cuerpos. Gómez los atacó de inmediato con una fuerza de 21 hombres y varios cientos de auxiliares, obligándolos a retroceder.
Sin embargo, el genio militar de Lautaro ya había diseñado respuestas para contrarrestar las armas ofensivas españolas. Recibieron las cargas hispanas con erizos de picas contra los que se estrellaron los caballos, recibiendo los animales golpes de macana en la cabeza que los derribaban. Ahora los guerreros mapuches no se lanzaron en masa sobre el enemigo. Así, después de varias horas de lucha y de cargas inútiles, el jefe español se retiró al fuerte, donde se encerró, esperando ser socorrido. Al atardecer salieron algunos auxiliares aliados, ocultos en la oscurdad de la noche, a pedir auxilio a La Imperial y a Los Confines. Sólo de la primera de dichas plazas recibió alguna ayuda, juntando, así, 34 hombres.
Al mismo tiempo, los sitiados intentaron un nuevo asalto con 11 hombres de a caballo e infantes, además de varios centenares de auxiliares que peleaban con fiereza porque sabían que se jugaban la vida ya que de caer prisioneros serían ejecutados. 
Entonces, ocurrió algo inesperado. Los mapuches retrocedieron en orden, abandonando el campo. Gómez creyó haber triunfado definitivamente y Coronas cometió el error de hacérselo saber a Pedro de Valdivia, que estaba en los lavaderos de Quilacoya. El conquistador dio crédito a la información y estimó seguro acudir personalmente a Tucapel con escasa fuerza de apoyo, para seguir a Purén a consolidar la situación. Gómez recibe entonces una comunicación de Valdivia ordenándole reunirse con él en Tucapel el 25 de diciembre.
Gómez de Almagro se preparó para salir en la noche del 24 de diciembre con trece hombres escogidos, para reunirse con el gobernador en Tucapel en la mañana del 25. El capitán estaba ya listo para partir, cuando la ronda le presentó un indio que acababa de coger armado en los contornos del fuerte. Se le interrogó y por él se supo que había unos 17 grupos de mapuches reunidos en los alrededores, prontos para caer sobre el fuerte. Con esta noticia, Gómez de Almagro decidió quedarse. El capitán español había leído en público la carta de Valdivia con sus instrucciones dentro del fuerte de Purén; los espías trasmitieron la información inmediatamente a Lautaro.
Por orden de Lautaro, las hostilidades mapuches se mantuvieron hasta esa fecha con el objetivo de impedir el encuentro. Idearon un sistema para obligar a los sitiados a no moverse de la plaza de Purén. Con gran teatralidad, fingían ataques mediante movimientos de tropas y órdenes bulliciosas. Al mismo tiempo del sitio, el 25 de diciembre Lautaro derrotaba y daba muerte a Pedro de Valdivia en la Batalla de Tucapel. Fue la primera gran victoria Mapuche en la Guerra de Arauco. Pero Lautaro no pudo explotarla ya que la tradición mapuche impuesta por el Admapu exigía que después de una victoria debían hacerse largas celebraciones y libaciones de muday.

## Los catorce
Por otro lado, al atardecer del día 25 los conas de Lautaro depusieron el sitio y se dispersaron en los densos bosques de la Araucanía. Juan Gómez, ignorando la suerte de Valdivia, se dio cuenta del engaño de que había sido víctima y decide partir con sus trece jinetes previamente escogidos esa misma noche para unirse a él, dejando unos pocos españoles y 400 yanaconas para cuidar el fuerte.
El día 26, Juan Gómez llega al destruido fuerte de Tucapel. En las inmediaciones ha visto a los mapuches celebrando el triunfo y jugando con los cuerpos y las cabezas de los vencidos. No fue largo el descanso ya que tan pronto los catorce jinetes se desmontaron para descansar sus caballos, fueron acometidos por los mapuches combatiendo hasta la puesta del Sol. Temerosos, durante la noche consiguen escapar en dirección a Purén, abandonando a sus indios auxiliares, que no podían seguir la marcha de los caballos, pero tuvieron que seguir peleando pues fueron alcanzado por escuadrones de emboscada de Lautaro, que lograron matar uno a uno a 6 soldados; Lorenzo Manrique, Sancho de Escalona, Pedro Niño, Gabriel Maldonado, Diego García, y Andrés Neira. Los 8 restantes se dirigieron al Valle de Elicura donde se dividieron en dos grupos. Tres penetraron en la angostura; fueron alcanzados por otros grupos de emboscada, muriendo Alonso Cortés e hiriendo a Gregorio de Castañeda, no obstante, junto a Gregorio de Castañeda lograron franquearla. Los cinco restantes tuvieron la suerte de eludir a los mapuches dando un rodeo, reuniendose los sobrevivientes en el valle.
Gómez de Almagro se encontraba malherido, su caballo muere desangrado a consecuencia de las lanzadas y pide a los soldados restantes que lo abandonen para que puedan sobrevivir. Se interna entonces en un pequeño bosque. Desde la distancia sus compañeros oyen los gritos de alegría de los mapuches al encontrar el caballo muerto y ven las antorchas encendidas con que buscaban a Juan Gómez. Los españoles sobrevivientes continuaron en dirección al fuerte de Purén donde llegaron dos horas antes de amanecer. Los pobladores del fuerte comprendieron el destino que les esperaba y huyeron en dirección a La Imperial acompañados de los indios aliados, que cargaban los bienes que pudieron llevar. Durante la marcha un yanacona les avisa del paradero de Gómez de Almagro que se encuentra en las proximidades del Fuerte de Purén a donde había llegado burlando a sus perseguidores. Inmediatamente Pedro de Avendaño y otros cuatro partieron a buscarlo. Llegaron hasta el fuerte desde donde es finalmente rescatado.
El fuerte sería alcanzado y destruido por las tropas de Lautaro. Los yanaconas serían asesinados.

### Miembros
- Capitán Juan Gómez de Almagro
- Juan Morán de la Cerda
- Gonzalo Martínez de Vergara
- Sebastián Martínez de Vergara
- Martín de Peñaloza
- Andrés Hernández de Córdova
- Lorenzo Manríque †
- Sancho de Escalona †
- Pedro Niño †
- Gabriel Maldonado †
- Diego García †
- Andrés de Neira †
- Alonso Cortez †
- Gregorio de Castañeda[4]